# Monroe (Utah)
Monroe – miasto w Stanach Zjednoczonych, w stanie Utah, w hrabstwie Sevier.